# 上海广播电视台节目列表
本表列出上海广播电视台（SMG）旗下电视频道（含卫星电视、地面电视及互联网电视频道）、广播频率正在或曾经播出的节目。
注：有关东方卫视播出的节目及节目特色请参见东方卫视节目列表，在此不作赘述。

## 电视节目

### 新闻节目

#### 正在播出
新闻综合频道
- 上海早晨
- 媒体大搜索[a]
- 新闻坊
- 新闻报道
- 新闻夜线
- 1/7[b]

外语频道（ICS）
- 直播上海
- 财道

#### 已停播
新闻综合频道
- 午间新闻
- 国际瞭望
- 市场掠影→经济之窗
- 信息总汇
- 商情
- 大家帮侬忙（已并入新闻坊）
- 新闻晚报（已并入新闻夜线）
- 新闻观察
- 新闻追击
- 时事传真[c]
- 长三角周报
- 新闻快报
- 世博快报[d]
- 泡泡天下
- 防务时空→防务新时空[e]
- 深度105[f]
- 双城记[f]
- 环球交叉点[f]

都市频道（原娱乐频道部分）
2008年，原东视新闻娱乐频道取消新闻节目的播出，大部分新闻节目停播，《媒体大搜索》调整至上视新闻综合频道播出，原东视新闻主播及记者则调入东方卫视、新闻综合频道工作。2019年，娱乐频道和星尚频道整合为都市频道。
- 东视新闻
- 东视夜新闻
- 东视深夜新闻
- 东视经济传真
- 东视广角
- 热线传呼

KNEWS24
2018年8月15日，KNEWS24频道改版。该频道改为以新闻轮播和重大事件直播为主的新闻频道，同时停播所有固定节目。该频道于2018年11月13日停播。
- 整点新闻/直播时段[g]
- 双城记[h][i]
- 环球交叉点[j][k]
- 1/7[l]
- 自媒体联播[m]
- 叩击[m]
- 周末八一八[m]

### 社教与资讯节目

#### 正在播出
新闻综合频道
- 案件聚焦
- 法制特勤组
- 东方110[a]
- 庭审纪实
- 上海故事

都市频道
- 今日印象
- 人气美食
- 星旅途
- 淘最上海

艺术人文频道
- 新文艺纵览
- 纵横经典
- 今晚
- 世界艺术之旅
- 艺术课堂

外语频道
- 中日新视界[n]
- 秀真集
- 天天健

第一财经频道
- 第一地产
- 智车达人

#### 已停播
新闻综合频道
- 卫生节目→讲卫生/卫生常识→医药顾问
- 电视台客人
- 科技之窗
- 文化生活→文化时空
- 古诗欣赏→诗配画→诗与歌→诗与画
- 生活之友
- 法律与道德[o]
- 社会方圆[o]
- 终极对话[o]
- 第四焦点[o]
- 上海农事→上海农村→今日农村
- 当代工人
- 当代军人
- 我们大学生
- 女性世界
- 今晚八点
- 上海市中学生智力竞赛
- 60秒钟智力竞赛
- 海上夜谈
- 名医话养生
- 名医大会诊
- 超级家长会
- 非常惠生活
- 道·理
- 精彩又一站
- 带路走天涯

都市频道（原星尚频道部分）
- 原14频道“农村台”节目（1992年-1994年）
  - 新闻传真
  - 谈天说地
  - 城乡之间
  - 为侬服务
  - 希望的田野
  - 南腔北调
  - 电视剧场
- 星尚情报
- 乐活好正点[p]
- 今天谁买单
- 生活大不同
- 左右时尚
- 爱你爱美丽
- 星地产
- 生活全接触

都市频道（原娱乐频道部分）
- 东方直播室[q]
- 海外博览
- 健康与长寿[r]
- 外国人在上海
- 东方潮

艺术人文频道
- 世說新語
- 主題之夜
- 大聲說
- 文中有話
- 文物博覽
- 名家時間
- 光影隨行
- 音乐前线
- 星夜璀璨
- 文化的天空

纪实频道
- 六一健康快车
- 扁鹊会

纪实频道
- 海派真生活
- 闲话上海滩
- 赢+
- 地产天下

### 综艺节目

#### 正在播出
新闻综合频道
- 少年爱迪生（季播）

都市频道
- 疯狂的冰箱[s]
- X诊所
- 疯狂食验室
- 淘最上海
- 新娱乐在线
- 相约星期六
- 新老娘舅
- 36.7℃明星听诊会
- 嘎讪胡
- 我们退休啦
- 新老娘舅之我要问律师
- 超级装
- 林海秀
- 长三角家庭演唱大赛（季播）
- 侬是上海人伐（季播）
- 侬好上海（季播）

第一财经频道
- 头脑风暴
- 三两博千金
- 总裁读书会
- 波士堂
- 中国经营者
- 股市天天向上（季播）
- 创客星球（季播）
- 中国杰出企业家管理思想访谈录
- 科技大碰撞（季播）
- 醇享人生
- 首席旅行官

#### 已停播
新闻综合频道
- 大世界→欢乐大世界
- 大舞台
- 星光灿烂
- 戏剧大舞台
- 今夜星辰
- 春雪
- 三色呼啦圈

都市频道（原星尚频道部分）
- 今日印象
- 我们的新家
- 世界爸妈说[t]
- 问鼎世界
- 星尚情报
- 乐活好正点[u]
- 今天谁买单
- 甲方乙方
- 因为爱情
- 恋爱假期
- 生活大不同
- 左右时尚
- 对话优雅
- 爱你爱美丽
- 时尚制造者
- 侬最有腔调
- 美食大王牌
- 你是几零后
- 筑巢梦想+
- 星尚精选
- 星尚大典
- 白金大碟
- 黄金时间

都市频道（原娱乐频道部分）
- 东视经典
- 快乐大转盘
- 东方大点播
- 东方之夜
- 激情方向盘
- 飞跃太平洋
- 财富大考场（后改名为“才富大考场”)
- 广场大名星
- 陈辰全民星
- K歌全民星
- 新评头论足
- 精彩老朋友
- 百家心·阿庆讲故事
- 笑林盛典
- 舞林大会
- 欢乐星期二
- 乐来乐开心
- 隐藏的歌手[v]
- 阿拉乒乓响（原“阿拉乓乓响”）
- 万万看不懂[w]
- 陈蓉朋友圈（原“陈蓉博客”）
- 超级家庭（原“家庭演播室”）
- 相约星期六
- 爸爸妈妈向前冲
- 贴心保姆

第一财经频道
- 梦想下一战
- 亚洲经营者
- 谁来一起午餐
- 财富人生

### 财经节目

#### 正在播出
第一财经电视
- 财经早班车[x]
- 财经中间站[y]
- 整点播报[y]
- 财经夜行线
- 市场零距离、尾市盘点[y]
- 首席评论
- 今日股市
- 投资相对论
- 谈股论金
- 第六交易日
- 市场这本经
- 解码财商
- 第一声音
- 主角
- 公司与行业
- 财富地理周刊
- 财经风味
- 模法三段论
- 富世环球瞭望
- 解码新金融
- 意见领袖
- 投资派
- 中国经济论坛（原“中国财经论坛”）

#### 已停播
新闻综合频道
- 收盘时间

第一财经电视
- 会见财经界
- 经济学人
- 经济观察
- 最新闻
- 早间导航[z]
- 午间论市[z]
- 尾市盘点[z]
- 出国策
- 财经关键词

### 体育节目

#### 正在播出
五星体育频道
- 亲爱的起床了
- 体育速递
- 体育新闻
- 体育夜线
- 弈棋耍大牌
- IMBA五星电竞杂志
- 西甲世界
- 五星足球
- G品篮球
- 阳光校园
- 健身时代
- 棋牌新教室
- 超G竞彩
- 运动不倒"问"

#### 已停播
新闻综合频道/都市频道（原星尚频道部分）
- 体育大看台
- 赛场大观
- 环球体育
- 拳操节目→健美俱乐部

都市频道（原娱乐频道部分）
- 国际体育新闻
- 体育新干线
- 足球杂志
- 东视拳击
- 网球杂志
- 五环广场
- 健康教室

五星体育频道
- 赛场风云
- 缤纷体坛
- 今日体育快评
- 唐蒙视点

### 纪实节目

#### 正在播出
新闻综合频道
- 纪录片编辑室

#### 已停播
纪实频道
- 旅行者
- 医道
- 收藏
- 寰球
- 传奇
- 上海记忆
- 往事
- 沙场
- 书店漫游
- 漫游
- 档案
- 师道
- 大师
- 探索
- 可爱的中国
- 传奇
- 寰宇地理[aa]
- 东方记录
- 纪录中国
- 科技XXXX[ab]

### 少儿节目

#### 正在播出
哈哈炫动卫视
- 小神龙俱乐部
- 欢乐搜索线
- 宝贝学院（亦在哈哈炫动卫视播出）
- 炫动酷地带
- 欢乐蹦蹦跳（原哈哈少儿频道节目）
- 画神闲（原哈哈少儿频道节目）
- 幸福合家欢
- 哈哈！我喜欢
- 全能脑力王
- 荧星梦工厂（原哈哈少儿频道节目）
- 中华创世神话

#### 已停播
新闻综合频道
- 燕子信箱
- 娃娃乐→开心娃娃
- 金钥匙→小天地→看我新一代
- 你我中学生

哈哈炫动卫视（原哈哈少儿频道部分）
- 哈哈总动员
- 哈哈小店

哈哈炫动卫视（原炫动卡通卫视部分）
- 炫动漫中国
- 炫动音乐前线
- 兔子帮
- 青春总动员
- 超级变变变（购自日本电视放送网）

## 广播节目

### 新闻节目

#### 正在播出
上海新闻广播
- 清晨新闻
- 990早新闻
- 八点新闻
- 東方講壇
- 市民與社會
- 市民政务通
- 新闻午间道
- 法眼看天下
- 非常解读
- 今晚
- 阿拉听新闻（使用上海话播音）
- 海上畅谈
- 新闻编辑室（与东广新闻台并机）
- 海波热线
- 政风行风热线
- 朗朗动听
- 警坛纵横
- 防务360

东广新闻台
- 东广早新闻
- 新闻进行时
- 新闻男女
- I REPORT
- 新闻副刊（新闻故事会、新闻马拉松、东方讲坛）
- 新闻秀场
- 新闻风尚志
- 东广晚间新闻
- 新闻实验室

#### 已停播
上海新闻广播
- 新人新事
- 环球瞭望

上海交通广播
- 新闻快车道
- 交通广播早新闻

东方都市广播
- 东广时事特快
- 今日新话题

### 社教与资讯节目

#### 正在播出
上海新闻广播
- 教子有方
- 纪实天下
- 活到100岁
- 空中学堂
- 第九套广播体操
- 十万个为什么

上海交通广播
- 上海，你早
- 欢乐早高峰
- 假日早高峰
- 郭亮直通车
- 汽车世界
- 食在有味道
- 吃遍上海滩
- 驾车宝典
- 车主宝典
- 有请发言人
- 真实讲述
- 公益向前行
- 交关有名堂（使用上海话播音）
- 青春讲堂
- 艺点心飞扬
- 周末艺点
- 汽车会说话
- 和四季约会
- 1057大家帮
- 1057车友会
- 欢乐晚高峰
- 阳阳主播台
- 王蕾车管家
- 美妙时光
- 晚安上海
- 养生小语
- 都市夜归人

东方都市广播
- 899上班路上
  - 副驾驶女郎
- 带你兜兜风
- 车生活·渠成热线
- 男人帮
- 情义东方
- 禁毒先锋
- 汽车D时代
- 899探路先锋
- 899车主会
- 899下班路上
- 阿基米德后备箱
- 车外有星光·梦晓时间
- 打开车窗说亮话

浦江之声
- 时尚消费搜搜搜
- 今天不打卡
- 中华武魂
- 信不信由你
- 带你去旅行
- 台商家园
- 倾听老上海
- 新乐居时代

#### 已停播
上海新闻广播
- 政治理论学习节目（政治常识讲话、政治学习问答、学习毛主席著作专题节目、学习马列主义、毛泽东思想）
- 法律常识
- 社会纵横
- 工人节目
- 军人节目（解放军节目、军旅之声）
- 青年节目→当代青年→今晚没约会
- 老年节目（老年天地、九曲桥）
- 妇女节目→家常话→家庭生活→快乐家庭→五彩家庭→家园内外
- 卫生常识、科学技术广播→科学与卫生→科学与技术、卫生和体育→文化生活→知识杂志→科学宫、科技信息→科学与生活
- 名医坐堂
- 悄悄话
- 科学讲演
- 普通话广播教学系列（普通话实习、普通话语音教学讲座、上海人学普通话、普通话口语教学、学龄前儿童学拼音、交际汉语、贝贝学拼音）

上海交通广播
- 生活百事通
- 心有千千结
- 绿生活
- 健康小语
- 汽车大玩家
- 马路天使
- 1057故事会
- 六四八传真
- 交通法规方圆
- 小茗时间
- 都市立交桥

东方都市广播
- 夜鹰热线
- 蔚兰夜话
- 119——祝您平安
- 道是无情却有情
- 健康乐园
- 十二种颜色的彩虹
- 英语俱乐部
- 今天吃什么
- 阿拉上海人
- 和谐一家门
- 都市新空气
- 就是爱旅游
- 地球一小时
- 职场新干线
- 都市最好听

浦江之声
- 外滩漫话
- 服务天地

### 综艺节目

#### 正在播出
上海交通广播
- 依然动听
- 燃情夜色
- 音乐黑眼圈
- 人生就是戏

东方都市广播
- 相伴到黎明
- 海阳现场秀（购自中央人民广播电台文艺之声）

动感101
- 音乐早餐
- 音乐爱远行
- 101人来疯
- 101娱乐在线
- 音乐万花筒
- 东方风云榜
- 越夜越动听
- 下一站，星光
- 晓君有话头
- 小畅翻牌
- 101爱电影
- 101欢唱派对
- 超级DJ
- Mix Party
- 音乐爱联播

LOVE RADIO 103.7
- 星星堆满天
- 精选103
- 音乐早班车
- 早安新发现
- 音乐随心听
- 音乐爱当家
- 音乐零负担
- 乐游3至5
- 娱乐正当时
- 最爱K歌
- 音乐晚自习
- 阿彦和他的朋友们
- 康定小情歌
- 明日之星DJ秀
- 志炫音乐
- 吴法抵挡
- 环球风行秀
- 103怀旧金曲
- 音乐现场秀
- 秋林有约
- 最爱K歌榜
- 张明欧美音乐时间
- 声色魅影时间
- 裴紫安的分享时光
- 周末大来宾 PLAY DJ
- 103客栈
- 音乐名人堂
- 歌词达人
- 凡人歌
- 绝色魅影

经典947
- 小夜曲
- 美文妙律
- 音乐会说话
- 音乐新空气
- 经典放送
- 与你共享
- 音乐下午茶
- 音乐美乐地
- 轻松乐逍遥
- 古典音乐时间
- 经典纵横
- 爵士夜上海
- 周末晨曲
- 流淌的歌声
- 世界音乐星空
- 民乐逍遥游
- 星期广播音乐会
- 古典也轻松
- 古典导航
- 智慧妈妈
- 怀旧金曲
- 王博士音乐坊
- 音乐之旅
- 巴西风情
- 经典入门
- 947爱乐厅
- 琴童世界

上海故事广播
- 当汽车爱上音乐
- 1072小说连播
- 闲话上海滩
- 梁辉说法
- 真实记录
- 阿拉讲故事
- 重温经典
- 档案揭秘
- 传奇
- 人物
- 相约1072
- 唐宋明月
- 月光宝盒（周六及周日 萌动六十分）
- 迷案剧场（刑警803）
- 历史传奇
- 悦读60分（原《悦读30分》）
- 书市排行榜
- 星期广播阅读会
- 惊险时空/新聊斋

戏剧曲艺广播
- 说说唱唱
- 滑稽档案
- 廣播書場
- 开心6+1
- 天天有戏
- 九州百戏
- 越剧大观园
- 越滬藝苑
- 吴曲乡音
- 說古道今聽評書
- 粉墨春秋故事會
- 談天說地阿富根
- 京昆雅韻
- 杨戏迷和马大嫂
- 王小毛信箱
- 星期戏曲广播会
- 戲曲大家唱
- 天乐嘚吧秀
- 星期书会
- 海上大戏院

KFM981
- K-Night骑士之夜
- K-Fresh新鲜清晨
- KFM Morning Beat都市节拍
- World Chart Show世界榜
- iheart Radio Countdown醉心排行榜
- Non-Stop 98音乐不要停
- Max Music Weekend音乐我最大
- K-Cafe茶歇时刻
- K-Gogo开溜
- Baka Boys猛士音乐
- Kampus校园兜兜转
- K-Fever发烧夜
- TGIF狂欢周末夜
- Hamilton Countdown汉密尔顿排行榜
- London Calling来自伦敦的问候
- Passport Approved未来之声

#### 已停播
上海新闻广播
- 教歌、每周一歌
- 立体声之友
- 音乐故事

上海交通广播
- 世界汽车音乐城

东方都市广播
- 阳光列车
- 相会在午间
- 明星传真
- 半个月亮
- 东方大世界
- 开心车站
- 逍遥星期天
- 你我同行
- 今天我主持

动感101
- 怀旧金曲
- 东方俱乐部
- 缤纷歌坛
- 环球音响
- 中外乐坛
- 东方卡内基
- 中乐大集成
- 限时专送
- 音乐精品博览
- 古典音乐厅
- Hi-Fi金碟
- 三至五流行世界
- 中国风
- 飞越太平洋——上海洛杉矶友情双通道
- 天天点播
- 音乐早早餐
- 中文金曲馆
- 慵懒一点
- 午后原味音乐
- 对不起，我爱你
- 冏丁周末秀
- 周末要点歌
- 麦游天下
- 音乐爱张罗
- 音乐厨男秀
- 隋隋的音乐随想
- 音乐零时差
- 音乐星乐园
- 原创品味
- 醒在零点零三分
- 全球华语歌曲排行榜
- 动感星期天
- 周末辰光
- 绕着地球跑
- 流行音乐一小时
- 101西洋镜
- 你所不知道的那些夜晚

LOVE RADIO 103.7
- 音乐万花筒
- 外国音乐
- 外国轻音乐和歌曲
- 阳阳点歌台

戏剧曲艺广播
- 华夏旋律
- 海上新空气

上海故事广播
- 新闻故事
- 财富人物

浦江之声
- 大世界
- 两岸情点歌台
- 欢乐浦江

### 财经节目

#### 正在播出
下列节目均在第一财经广播播出。
- 为您服务
- 财经早7点/早8点（周末版：财早7点周末/8点周末）
- 财智讲堂
- 三江联播
- 财智Q&A
- 黑马竞选
- 直通公司
- 交易进行时
- 解码财商
- 越算越精明
- 谁是财俊
- 点将台
- 有财者说
  - 对话蓝鲸
  - 叶问叶答
- 家有三子
  - 今日保险
  - 证券周刊
- 财经排头条
- GEEK秀
- 数据会说话
- 交易完成时
- 乐游天下
- 股市大家谈
- 中国财经60分
- 中国长三角

#### 已停播
- 纺织工人
- 五金工人
- 店员市政工人
- 工商节目
- 经济生活
- 为钢而战
- 对农村广播
- 对工人广播
- 金融证券行情
- 市场旋律
- 经济纵横
- 企业之声

### 体育节目

#### 正在播出
以下节目均在五星体育广播播出。
- 晨练进行曲（花样年华、天天向上、前程似锦）
- 晨间劲爆点
- 940体坛风云
- 漫步名人堂
- 星期运动汇
- 全民爱体育
- 空中体坛（与新闻广播并机播出）
- 辣椒Sports
- G录
- 强强三人组
- 球爱绿茵场
- 篮球嘉年华
- 体育乐动听
- 中华武魂
- 运动与健康
- 940轻松下午茶
- G速车世界
- 体坛怡佳壹
- 超级马力
- 体彩斗乐会
- 940超级周末
- 我要上马（夜跑时间、周末版）
- 五星访谈

#### 已停播
- 体育与卫生
- 体坛掠影

### 少儿节目
以下节目均已停播。
原上海人民广播电台
- 少年儿童节目、快乐少年
- 百灵鸟
- 中学生热线电话、青春·太阳

原上海东方广播电台
- 芝麻开门
- 青蛙呱呱
- 月亮小船
- 幼儿热线
- 午间俱乐部
- 百事通热线
- 故事魔方
- 知识百宝箱
- 八音盒
- 时间隧道
- 彩虹桥